# 欧州最優秀ゴールキーパー賞
欧州最優秀ゴールキーパー賞（英: Best European Goalkeeper）は、ヨーロッパでプレーする最も活躍したゴールキーパーに与えられる賞である。1990年に欧州サッカー連盟（UEFA）が主催して始まり、投票により選ばれる。2009年からはヨーロピアン・スポーツ・メディア（ESM）が主催する。
なお、ESM主催に変更となるまでは、UEFAクラブ・フットボール・アワードの欧州最優秀ゴールキーパーと同じ受賞者となる。

## 歴代受賞者
- 1990 -  ワルテル・ゼンガ
- 1991 -  ボド・イルクナー
- 1992 -  ピーター・シュマイケル
- 1993 -  ピーター・シュマイケル
- 1994 -  ミシェル・プロドーム
- 1995 -  エトヴィン・ファン・デル・サール
- 1996 -  アンドレアス・ケプケ
- 1997 -  イェンス・レーマン
- 1998 -  ピーター・シュマイケル
- 1999 -  オリバー・カーン
- 2000 -  オリバー・カーン
- 2001 -  オリバー・カーン
- 2002 -  オリバー・カーン
- 2003 -  ジャンルイジ・ブッフォン
- 2004 -  ビトール・バイーア
- 2005 -  ペトル・チェフ
- 2006 -  イェンス・レーマン
- 2007 -  ペトル・チェフ
- 2008 -  ペトル・チェフ
- 2009 -  エトヴィン・ファン・デル・サール
- 2010 -  イケル・カシージャス
- 2011 -  マヌエル・ノイアー
- 2012 -  ペトル・チェフ
- 2013 -  マヌエル・ノイアー
- 2014 -  マヌエル・ノイアー
- 2015 -  マヌエル・ノイアー
- 2016 -  ジャンルイジ・ブッフォン
- 2017 -  ジャンルイジ・ブッフォン
- 2018 -  ケイロル・ナバス
- 2019 -  アリソン・ベッカー
- 2020 -  マヌエル・ノイアー
- 2021 -  エドゥアール・メンディ